# ارنا فون آبندروت
ارنا فون آبندروت (به آلمانی: Erna von Abendroth) (۴ فوریه ۱۸۸۷ در استریتز - ۲۶ سپتامبر ۱۹۵۹ در مونیخ) یک پرستار آلمانی است.

## زندگی شغلی
او پس از آموزش به عنوان یک پرستار، به تحصیل در درسدن و لایپزیک پرداخت و دکترای خود را در سال ۱۹۲۱ دریافت کرد. او یکی از موئسسان انجمن شهری خواهران درسدن (der Städtischen Schwesternschaft Dresden) بود و از سال ۱۹۲۳ در آنجا فعالیت می‌کرد. مدرسهٔ پرستاری در بیمارستان یوهانس اشتات تحت تأثیر فعالیت‌های آنها تأسیس شد و پس از تعطیلی مدرسه در سال ۱۹۳۲ درسدن را ترک کرد و برای یک دوره سخنرانی‌ها در کشورهای دیگر راهی سفر شد. از سال ۱۹۴۶ و پس از جنگ جهانی دوم مدرسه صلیب سرخ ورنر در گوتینگن تحت مدیریت او باز سازی شد.
وی در سال ۱۹۵۲ به کسب نشان شایستگی جمهوری فدرال آلمان نایل شد.